# Welikan
Welikan (bułg. Великан) – wieś w południowej Bułgarii, w obwodzie Chaskowo i gminie Dimitrowgrad.
Wieś znajdująca się nad lewym brzegiem rzeki Marica.